# Sant'Andrea del Garigliano
Pour les articles homonymes, voir Sant'Andrea (homonymie).
Sant'Andrea del Garigliano est une commune italienne de la province de Frosinone dans la région Latium en Italie.

## Administration
| Période                                  | Période | Identité | Étiquette | Qualité |
| ---------------------------------------- | ------- | -------- | --------- | ------- |
|                                          |         |          |           |         |
| Les données manquantes sont à compléter. |         |          |           |         |

### Communes limitrophes
Castelforte, Rocca d'Evandro, Sant'Ambrogio sul Garigliano, Sant'Apollinare, Vallemaio